# Тлендиева, Динара Нургисовна
Динара (Динзухра) Нургисовна Тлендиева (род. 3 апреля 1985; Алма-Ата, Казахская ССР, СССР) — казахстанский дирижёр. Заслуженный деятель Казахстана (2011). Художественный руководитель и главный дирижёр Государственного академического фольклорно-этнографического оркестра им. Н.Тлендиева «Отырар сазы» (с 2009).

## Биография
Родилась 3 апреля 1985 года в Алма-Ате. Отец — Нургиса Тлендиев (1925—1998) казахский композитор, дирижёр, домбрист, педагог. Народный артист СССР (1984). Народный Герой Казахстана (1998). Лауреат Государственной премии Казахской ССР (1978). Мать — Дарига Тлендиева (род.1946) советская и казахская киноактриса. Заслуженная артистка Республики Казахстан (1998). Президент Международный общественный Фонд им. Н.Тлендиева.
В 2008 году окончила факультет дирижирования Казахской национальной консерватории им. Курмангазы по специальности «дирижёр оркестра народных инструментов и преподаватель» и обучалась в классе народный артист Казахстана, лауреат государственной премии Республики Казахстан, профессор Толепберген Абдрашев. Дипломную работу выполнила с оркестром «Отырар Сазы», защитив ее на высшем уровне.
C июля 2009 года по настоящее время — главный дирижёр и художественный руководитель Государственного академического фольклорно-этнографического оркестра «Отырар Сазы».

## Творчество
Динара Тлендиева — самая молодая девушка-дирижёр в СНГ.
С юных лет занимается музыкой. Знает наизусть более 500 произведений, написанных отцом, и играет на большинстве казахских народных инструментов. Уже в 4 классе Динара вместе с оркестром «Отырар сазы» отлично исполнила 8-й Концерт для фортепиано с оркестром В. Моцарта. Дирижировал оркестром в то время сам Н. Тлендиев.
C июля 2009 года является главным дирижером Государственного академического фольклорно-этнографического оркестра «Отырар сазы».

## Награды и звания
- 2011 — Указом Президента РК награждена почетным званием «Заслуженный деятель Казахстана» (каз. Қазақстан Республикасының Еңбек сіңірген қайраткері)
- 2018 — Награждена орденом «Курмет» из рук президента РК в Акорде за выдающийся вклад в развитие музыкального искусства[1][2][3]
- 2024 — Награждена орденом «Парасат» (награда вручена из рук президента РК в Акорде);